# Liste des maires de Sélestat
La liste des maires de Sélestat présente la liste des maires de la commune française de Sélestat, située dans la circonscription départementale du Bas-Rhin, la collectivité européenne d'Alsace et la région Grand Est.

## L'Hôtel de ville

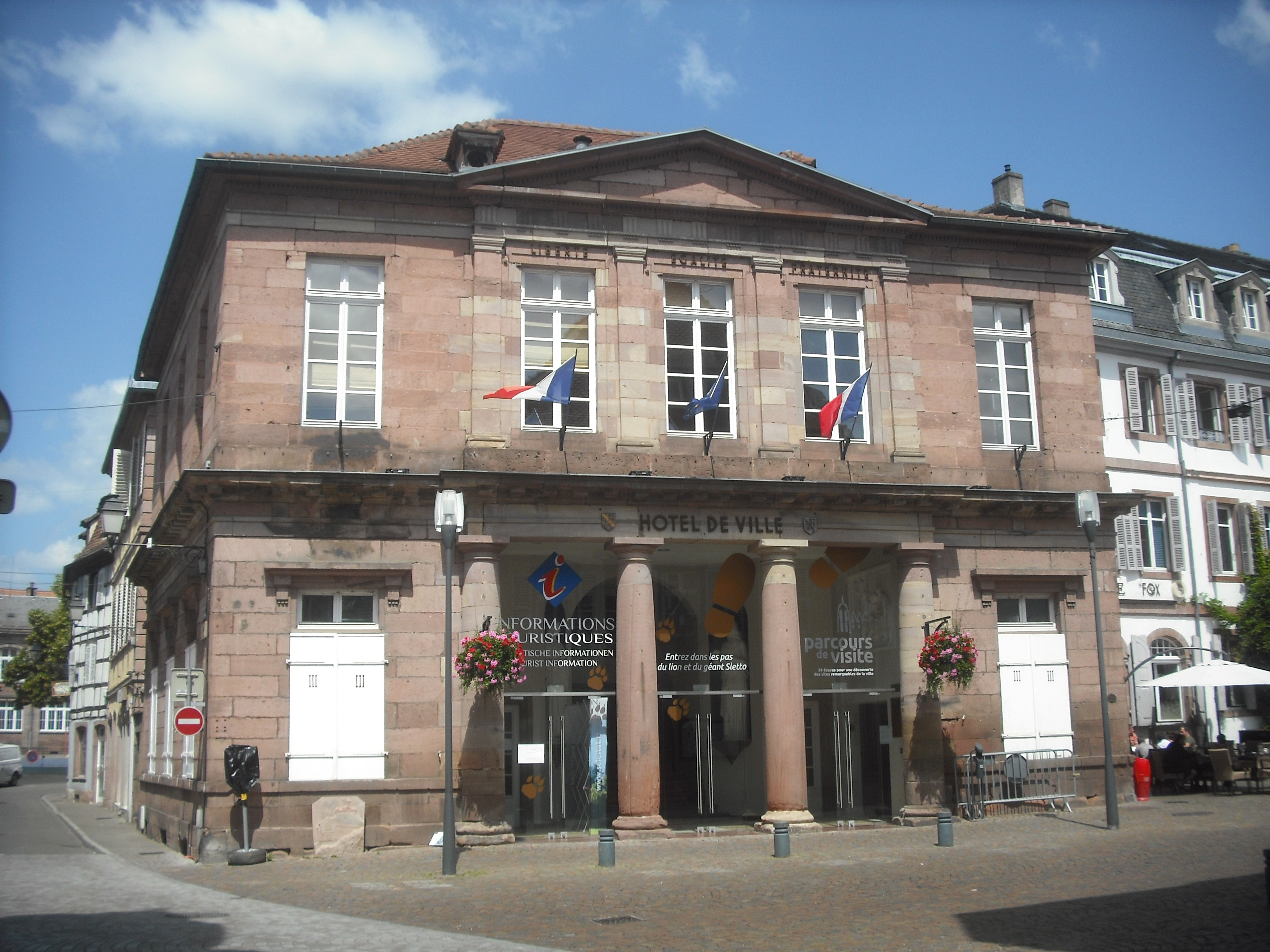
L'hôtel de ville en 2014.

## Liste des maires

### Sous l'Ancien Régime
| Période                                  | Période   | Identité                                                 | Étiquette | Qualité                              |
| ---------------------------------------- | --------- | -------------------------------------------------------- | --------- | ------------------------------------ |
| Les données manquantes sont à compléter. |           |                                                          |           |                                      |
|                                          |           | Oswald von Gollen                                        |           |                                      |
| 1628                                     | 1633      | Johann Wilhelm von Gollen (1598-1672, fils du précédent) |           | Conseiller impérial                  |
| 1633                                     | juin 1634 | Caspar Westerman                                         |           |                                      |
| Les données manquantes sont à compléter. |           |                                                          |           |                                      |
| 1650                                     |           | Johann Wilhelm von Gollen (1598-1672)                    |           | Conseiller impérial                  |
| Les données manquantes sont à compléter. |           |                                                          |           |                                      |
| avant 1787                               |           | Jean Georges Andlauer                                    |           | Avocat au conseil souverain d'Alsace |

### Entre 1790 et 1945
| Période           | Période                       | Identité                                     | Étiquette     | Qualité |
| ----------------- | ----------------------------- | -------------------------------------------- | ------------- | --- |
| 1790              | 1791                          | André Schaeck                                |               | |
| 1791              | 20 février 1792               | Ignace-Xavier Herrenberger (1755-1833)       |               | Notaire à Muttersholtz |
| 29 mai 1792       | 27 décembre 1792              | Antoine Bourdon (1763-1818)                  |               | Avocat, juge de paix |
| 1792              | 1793                          | François Dutaillis                           |               | |
| 1793              | 1793                          | Daniel Bourdon                               |               | |
| 25 février 1793   | 12 février 1795 (révocation)  | François-Xavier Armand Lambla (1765-1837)    |               | |
| 1794              | 1795                          | François-Xavier Dinichert (1754-1833)        |               | |
| 5 novembre 1795   | 26 octobre 1797               | Antoine Bourdon (1763-1818)                  |               | Avocat, juge de paix |
| 26 mai 1800       | 21 mai 1808 (démission)       | François Ignace Schaal                       |               | Général de division Député du Bas-Rhin (1808 → 1812 et 1814 → 1815) Commandeur de la Légion d'honneur Chevalier de l'ordre royal et militaire de Saint-Louis |
| 12 juillet 1808   | 28 avril 1811                 | François Antoine Dutaillis (1761-1815)       |               | Médecin |
| 4 août 1811       | 4 juin 1813                   | Jean Pierre Treuillé de Beaulieu (1768-1861) |               | Colonel de cavalerie Baron d'Empire Officier de la Légion d'honneur                                                                                          |
| 10 avril 1813     | 5 juin 1816                   | Joseph Armbruster (1770-1832)                |               | Marchand de fer |
| 16 juin 1816      | 16 décembre 1819 (révocation) | Jean-Baptiste Marande                        |               | Propriétaire |
| 1819              | 1820                          | Joseph Kubler                                |               | |
| 11 février 1820   | 17 mai 1830                   | François Pierre Amey                         |               | Lieutenant-général retraité Baron d'Empire (1808) Officier de la Légion d'honneur                                                                            |
| 9 août 1830       | 24 septembre 1830             | André Dispot (1772-1863)                     |               | Avoué au tribunal civil |
| 11 septembre 1830 | 25 novembre 1834              | Antoine Cetty (1777-1857)                    |               | Intendant militaire, général de brigade Officier de la Légion d'honneur Chevalier de l'ordre royal et militaire de Saint-Louis                               |
| 1834              | 1840                          | Louis Rousset-Pomaret (1766-1847)            |               | Officier de la Légion d'honneur · Chevalier du Mérite militaire                                                                                              |
| 14 septembre 1840 | 12 juillet 1850 (démission)   | Joseph Benjamin Pennarun                     |               | Avoué, sous-préfet |
| juillet 1850      | 1852                          | Jean-Baptiste Spies (1800-1875)              |               | Marchand épicier |
| 26 juillet 1852   | 27 juillet 1853               | Joseph Georges Dengler                       |               | |
| 27 juillet 1853   | 9 août 1860                   | Pierre Lemaître (1787-1868)                  |               | Contrôleur des tabacs, rentier |
| 9 août 1860       | 11 avril 1861                 | Fortuné Dispot (1813-1861)                   |               | Avocat Adjoint au maire (1855 → 1860) |
| 8 juin 1861       | 1870 (démission)              | Marie-Charles Knol (1827-1888)               |               | Avoué au tribunal de Sélestat |
| 15 septembre 1870 | 25 septembre 1872             | Ignace Albrecht                              |               | Meunier Député du Bas-Rhin (1871) Chevalier de la Légion d'honneur                                                                                           |
| 23 octobre 1872   | 1er juillet 1884              | Charles Helbig (1829-1884)                   |               | Imprimeur, lithographe et éditeur de journaux Membre du Bezirkstag et du Landesausschuss Nommé maire par décret impérial                                     |
| 1er juillet 1884  | 18 janvier 1886 (démission)   | Alphonse Franck (1825-1899)                  |               | Industriel Nommé maire par décret impérial |
| 1886              | mars 1893 (révocation)        | Ignace Spies (1831-1899)                     |               | Grossiste en épicerie Député au Reichstag (1886 → 1899) Membre du Landesausschuss (1887 → 1899) Nommé maire par l'administration allemande                   |
| 2 octobre 1893    | 1895                          | Dr Théodore Boeninger (1863-1931)            |               | Docteur en droit, fonctionnaire Nommé administrateur de la ville                                                                                             |
| 1895              | 18 novembre 1905 (décès)      | Constant Schloesser                          |               | Ancien adjoint au maire |
| 18 novembre 1905  | janvier 1910 (démission)      | Nicolas Geissenberger (1865-1923)            |               | Docteur en droit, haut fonctionnaire Ancien adjoint au maire de Strasbourg Nommé maire                                                                       |
| 21 janvier 1910   | 16 septembre 1916 (démission) | Jean Hartmann                                |               | Fonctionnaire des impôts, ancien premier adjoint |
| 17 avril 1917     | 7 décembre 1918               | Alphonse Scherer                             |               | |
| 7 décembre 1918   | 11 mai 1925                   | Auguste Stoffel (1861-1940)                  |               | Docteur en droit, magistrat Président de la commission municipale (1918 → 1919) Maire honoraire et citoyen d'honneur (1933) Officier de la Légion d'honneur  |
| 11 mai 1925       | mai 1935                      | Auguste Bronner, (1890-1935)                 | SFIO puis UPR | Médecin généraliste Conseiller général de Sélestat (1925 → 1935) Vice-président du conseil général (1931 → 1935)                                             |
| mai 1935          | septembre 1945                | Jean Meyer (1882-1950)                       |               | Professeur d'histoire et de géographie Premier adjoint au maire (1929 → 1935)                                                                                |

### Depuis 1945
Depuis l'après-guerre, huit maires se sont succédé à la tête de la commune.
| Période        | Période                   | Identité                    | Étiquette       | Qualité |
| -------------- | ------------------------- | --------------------------- | --------------- | --- |
| 4 octobre 1945 | 6 mai 1953                | Joseph Klein (1900-1978)    | MRP             | Cadre de la SALEC puis d'EDF, syndicaliste CFTC Officier de la Légion d'honneur Officier de l'ordre national du Mérite |
| 6 mai 1953     | 14 mars 1965              | Albert Ehm                  | MRP puis UNR    | Professeur de philosophie, docteur ès lettres Député du Bas-Rhin (5e circ.) (1958 → 1978) Conseiller général de Sélestat (1949 → 1979) |
| 29 mars 1965   | mars 1983                 | Maurice Kubler (1923-2003)  | RI puis UDF-PR  | Chirurgien Président du SIVOM de Sélestat (1969 → 1983) |
| mars 1983      | 28 décembre 1987 (décès)  | François Kretz (1944-1987)  | UDF-PR          | Médecin Conseiller général de Sélestat (1980 → 1987) Conseiller régional d'Alsace[Quand ?] |
| 8 janvier 1988 | 25 mars 1989              | Robert Weber (1943- )       | UDF-PR          | Dirigeant d'un cabinet de consultant Adjoint au maire chargé des affaires économiques (1983 → 1988) |
| 25 mars 1989   | 22 juin 1996 (décès)      | Gilbert Estève (1948-1996)  | PS              | Magistrat Conseiller général de Sélestat (1988 → 1996) Conseiller régional d'Alsace (1986 → 1996) Vice-président du conseil régional d'Alsace (1992 → 1996) Président du SIVOM puis de la CC de Sélestat (1989 → 1996) |
| juin 1996      | 24 mars 2001              | Pierre Giersch, (1930-2016) | PS              | Ingénieur des travaux ruraux retraité Premier adjoint au maire (1989 → 1996) Vice-président du SIVOM de Sélestat et environs (1989 → 1996) Président de la CC de Sélestat (1996 → 2001) |
| 24 mars 2001   | En cours (au 31 mai 2020) | Marcel Bauer (1949- )       | RPR puis UMP-LR | Professeur de mathématiques retraité Adjoint au maire (1983 → 1989) Conseiller général de Sélestat (1998 → 2015) Conseiller départemental de Sélestat (2015 → 2021) Vice-président du conseil départemental (2015 → 2020) Président de la CC de Sélestat (2001 → 2020) Suppléant du député Germain Gengenwin (1997 → 2002) Réélu pour le mandat 2020-2026 |

## Conseil municipal actuel
Les 33 sièges composant le conseil municipal de Sélestat ont été pourvus le 28 juin 2020 à l'issue du second tour de scrutin. Actuellement, il est réparti comme suit : 

## Résultats des élections municipales

### Élection municipale de 2020
| Tête de liste                                         | Tête de liste            | Liste                    | Premier tour | Premier tour | Deuxième tour | Deuxième tour | Sièges | Sièges |
| Tête de liste                                         | Tête de liste            | Liste                    | Voix         | %            | Voix          | %             | CM     | CC     |
| ----------------------------------------------------- | ------------------------ | ------------------------ | ------------ | ------------ | ------------- | ------------- | ------ | ------ |
|                                                       | Marcel Bauer *           | DVD                      | 1 969        | 36,66        | 2 355         | 41,25         | 24     | 15     |
| Sélestat, notre passion                               |                          |                          | 1 969        | 36,66        | 2 355         | 41,25         | 24     | 15     |
|                                                       | Denis Digel              | DVC                      | 1 725        | 32,12        | 2 216         | 38,81         | 6      | 4      |
| Bien vivre ensemble et bien faire ensemble à Sélestat |                          |                          | 1 725        | 32,12        | 2 216         | 38,81         | 6      | 4      |
|                                                       | Caroline Reys            | EELV                     | 1 262        | 23,50        | 1 138         | 19,93         | 3      | 2      |
| Sélestat, terre humaniste                             |                          |                          | 1 262        | 23,50        | 1 138         | 19,93         | 3      | 2      |
|                                                       | Jean-Marc Kastel-Koffel  | DVG (PS-PCF-LFI)         | 414          | 7,70         |               |               | 0      | 0      |
| Convergence citoyenne                                 |                          |                          | 414          | 7,70         |               |               | 0      | 0      |
|                                                       |                          |                          |              |              |               |               |        |        |
| Exprimés                                              | Exprimés                 | Exprimés                 | 5 370        | 96,70        | 5 709         | 97,37         |        |        |
| Votes blancs                                          | Votes blancs             | Votes blancs             | 47           | 0,85         | 70            | 1,19          |        |        |
| Votes nuls                                            | Votes nuls               | Votes nuls               | 136          | 2,45         | 84            | 1,43          |        |        |
| Total                                                 | Total                    | Total                    | 5 553        | 100,00       | 5 863         | 100,00        | 33     | 21     |
| Abstentions                                           | Abstentions              | Abstentions              | 8 438        | 60,31        | 8 116         | 58,06         |        |        |
| Inscrits / participation                              | Inscrits / participation | Inscrits / participation | 13 991       | 39,69        | 13 979        | 41,94         |        |        |
| * Liste du maire sortant                              |                          |                          |              |              |               |               |        |        |

### Élection municipale de 2014
| Tête de liste                       | Tête de liste  | Liste            | Premier tour | Premier tour | Second tour | Second tour | Sièges | Sièges |
| Tête de liste                       | Tête de liste  | Liste            | Voix         | %            | Voix        | %           | CM     | CC     |
| ----------------------------------- | -------------- | ---------------- | ------------ | ------------ | ----------- | ----------- | ------ | ------ |
|                                     | Marcel Bauer * | DVD              | 3 710        | 47,68        | 3 861       | 51,39       | 26     | 15     |
| Sélestat, ville de progrès          |                |                  | 3 710        | 47,68        | 3 861       | 51,39       | 26     | 15     |
|                                     | Stéphane Klein | DVG              | 2 152        | 27,65        | 2 076       | 27,63       | 4      | 3      |
| De l'énergie pour Sélestat          |                |                  | 2 152        | 27,65        | 2 076       | 27,63       | 4      | 3      |
|                                     | Caroline Reys  | PS-PCF-EELV (UG) | 1 919        | 24,66        | 1 575       | 20,96       | 3      | 2      |
| Sélestat 2014, changeons d'allure ! |                |                  | 1 919        | 24,66        | 1 575       | 20,96       | 3      | 2      |
|                                     |                |                  |              |              |             |             |        |        |
| Inscrits                            | Inscrits       | Inscrits         | 13 259       | 100,00       | 13 259      | 100,00      |        |        |
| Abstentions                         | Abstentions    | Abstentions      | 5 162        | 38,93        | 5 476       | 41,30       |        |        |
| Votants                             | Votants        | Votants          | 8 097        | 61,07        | 7 783       | 58,70       |        |        |
| Blancs et nuls                      | Blancs et nuls | Blancs et nuls   | 316          | 3,90         | 271         | 3,48        |        |        |
| Exprimés                            | Exprimés       | Exprimés         | 7 781        | 96,10        | 7 512       | 96,52       |        |        |
| * Liste du maire sortant            |                |                  |              |              |             |             |        |        |

### Élection municipale de 2008
|                          | Marcel Bauer * | UMP-DVD        | 4 196  | 54,00  | 26 |  |  |  |
| Sélestat en marche       |                |                | 4 196  | 54,00  | 26 |  |  |  |
|                          | Stéphane Klein | PS-Verts (UG)  | 3 574  | 46,00  | 7  |  |  |  |
| Réussir ensemble         |                |                | 3 574  | 46,00  | 7  |  |  |  |
|                          |                |                |        |        |    |  |  |  |
| Inscrits                 | Inscrits       | Inscrits       | 12 040 | 100,00 |    |  |  |  |
| Abstentions              | Abstentions    | Abstentions    | 3 922  | 32,57  |    |  |  |  |
| Votants                  | Votants        | Votants        | 8 118  | 67,43  |    |  |  |  |
| Blancs ou nuls           | Blancs ou nuls | Blancs ou nuls | 348    | 4,29   |    |  |  |  |
| Exprimés                 | Exprimés       | Exprimés       | 7 770  | 95,71  |    |  |  |  |
| * Liste du maire sortant |                |                |        |        |    |  |  |  |

### Élection municipale de 2001
| Tête de liste           | Tête de liste         | Liste            | Premier tour | Premier tour | Second tour | Second tour | Sièges | Sièges |
| Tête de liste           | Tête de liste         | Liste            | Voix         | %            | Voix        | %           | CM     |        |
| ----------------------- | --------------------- | ---------------- | ------------ | ------------ | ----------- | ----------- | ------ | ------ |
|                         | Marcel Bauer          | RPR-UDF (Un. d.) | 3 221        | 45,34        | 4 144       | 54,90       | 26     |        |
| Sélestat nouveau départ |                       |                  | 3 221        | 45,34        | 4 144       | 54,90       | 26     |        |
|                         | Jean-Jacques Renaudet | PS (G. pl.)      | 2 965        | 41,74        | 3 404       | 45,10       | 7      |        |
|                         | François Simon        | DIV              | 918          | 12,92        | 3 404       | 45,10       | 7      |        |
|                         |                       |                  |              |              |             |             |        |        |
| Inscrits                | Inscrits              | Inscrits         | 11 238       | 100,00       | 11 238      | 100,00      |        |        |
| Abstentions             | Abstentions           | Abstentions      | 3 795        | 33,77        | 3 388       | 30,15       |        |        |
| Votants                 | Votants               | Votants          | 7 443        | 66,23        | 7 850       | 69,85       |        |        |
| Blancs ou nuls          | Blancs ou nuls        | Blancs ou nuls   | 339          | 4,55         | 302         | 3,85        |        |        |
| Exprimés                | Exprimés              | Exprimés         | 7 104        | 95,44        | 7 548       | 96,15       |        |        |